# Zachary Ansley
Zachary Ansley (ur. 12 stycznia 1972 w Vancouver) – kanadyjski aktor filmowy i telewizyjny.

## Życiorys
Urodził się w Vancouver, w kanadyjskiej prowincji Kolumbia Brytyjska. Zaczął występować w filmach jako aktor dziecięcy, w wieku 11 lat. Ukończył studium aktorskie przy Circle in the Square Theatre w Nowym Jorku. Najbardziej jest znany z ról w kanadyjskich, amerykańskich i amerykańsko-kanadyjskich serialach telewizyjnych (m.in. Droga do Avonlea, Z Archiwum X, Po tamtej stronie, Mroczne dziedzictwo). Z wykształcenia jest także prawnikiem, prowadzącym praktykę adwokacką w Vancouver.

## Filmografia
- 1985: Podróż Natty Gann (The Journey of Natty Gann) jako Louie
- 1985: MacGyver jako Todd Fowler
- 1988: 9B jako John Skelly
- 1989–1997: Droga do Avonlea (Road to Avonlea) jako Arthur Pettibone
- 1993: Chłopięcy świat (This Boy’s Life) jako Skipper
- 1993: Cud na autostradzie (Miracle on Interstate 880) jako Jeff Helm
- 1993–2001: Z Archiwum X (The X-Files) jako Billy Miles
- 1995: Madison jako Riley
- 1996: Uśpieni (Sleepers) jako Burly Man
- 1997–2001: Po tamtej stronie (The Outer Limits) jako Adrielo (1997) / Alien (2001)
- 1998: Wesołych Świąt, panno King! (Happy Christmas, Miss King) jako Arthur Pettibone
- 1999: Pierwsza fala (First Wave) jako Fergus McKay
- 1999: Mroczne dziedzictwo (Poltergeist: The Legacy) jako brat Thomas
- 1999: Wydział do spraw specjalnych (Cold Squad) jako Kyle Bradley
- 2000: Źródło (The Spring) jako Robert Lovell / Woodrow Lovell
- 2001: Ściśle tajne (UC: Undercover ) jako James Wheeler
- 2002: Wybuch prosto z serca (Dead in a Heartbeat) jako doktor
- 2002: John Doe jako Steve